# Polystichum dudleyi
Polystichum dudleyi là một loài thực vật có mạch trong họ Dryopteridaceae. Loài này được Maxon miêu tả khoa học đầu tiên năm 1918.